# Astragalus sibthorpianus
Astragalus sibthorpianus är en ärtväxtart som beskrevs av Pierre Edmond Boissier. Astragalus sibthorpianus ingår i släktet vedlar, och familjen ärtväxter. Inga underarter finns listade i Catalogue of Life.